# Индикативное планирование
Индикати́вное плани́рование — это деятельность государственных органов по составлению экономических планов, направленная на информирование экономических субъектов о целях и средствах государственной экономической политики и возможных траекториях экономического развития. Индикативные планы направлены на уменьшение неопределённости в рыночной и смешанной экономике и носят рекомендательный характер. При этом они  фиксируют лишь общие результаты деятельности государства, отраслей или других субъектов экономики. Индикативное планирование предполагает использование системы экономических индикаторов.
При составлении индикативных планов используются показатели, которые имеют принципиально важное значение для развития экономики (уровень безработицы, инфляция, заработная плата, объем инвестиций, дефицит бюджета, процентные ставки и др.). Индикативное планирование отражает формирование макроэкономических, межотраслевых и межрегиональных пропорций, направлено на регулирование экономического развития, прежде всего в отношении стратегических отраслей экономики. 
Индикативные планы могут быть среднесрочными (от одного  года до 5 лет) и долгосрочными (от 5 до 10-15 лет).
Начала индикативного планирования можно найти в работах Ф. Перру, Г. Мюрдаля, Я. Тинбергена. Первой системной работой по индикативному планированию была монография эмигрировавшего в США немецкого экономиста К. Ландауэра «Теория национального экономического планирования» (1944).
Индикативное планирование в общегосударственном масштабе использовалось во Франции (политика дирижизма), Германии, России, Японии и других странах. В настоящее время метод  индикативного планирования используется редко, что связано с усилением позиций частного бизнеса и повышением устойчивости рыночных механизмов. Однако применяются другие формы индикативного планирования: стратегические целевые программы и прогнозы развития отдельных  стратегических отраслей.